# Georg Karl Mayer
Pour l’article homonyme, voir Mayer.
Georg Karl Mayer (né le 30 mars 1811 à Aschbach, mort le 22 juillet 1868 à Bamberg) est un théologien catholique allemand.

## Biographie
Mayer est un élève du lycée de Bamberg (de) de 1826 à 1831, puis de 1831 à 1833 il étudie la philosophie et de 1833 à 1836 il étudie la théologie à l'université de Bamberg. Au semestre d'hiver 1836-1837, il s'installe à l'université de Munich, où il obtient son doctorat le 17 mars 1837 avec sa thèse sur la nature et la reproduction du péché originel. Il poursuit ensuite ses études à l'université de Vienne. Le 12 décembre 1837, il est ordonné prêtre à Bamberg. Il devient aumônier à la paroisse de la cathédrale Saint-Pierre-et-Saint-Georges de Bamberg.
Le 15 mars 1842, Mayer reçoit un poste de professeur d'histoire de l'Église, de droit canonique, d'encyclopédie et d'exégèse, et plus tard aussi de langue hébraïque et d'archéologie. En 1845, il est également nommé professeur de dogmatique au hochschulische Lyzeum in Bamberg. Pendant ce temps, il est d'abord nommé conseiller privé de l'archevêque, puis le 8 avril 1862, chanoine de la cathédrale et conseiller consistorial à Bamberg.
De 1845 à 1848, Mayer est le rédacteur en chef du Bamberger Diözesan-Blatt, qu'il conçoit comme un hebdomadaire religieux. Il est considéré comme un disciple du philosophe Anton Günther. Son ouvrage, Zwei Thesen für das allgemeine Concil, publié l'année de sa mort, est mis à l’Index librorum prohibitorum le 18 février 1868.